# مقاطعة تامبوف
مقاطعة تَمبوف (الروسية: Тамбовская область) هو أحد كيانات الفدرالية الروسية. مركزه الإداري هو مدينة تَمبوف. تَمبوف (بالروسية: Тамбов) مدينة في روسيا الإتحادية، تعد المركز الإداري لإقليم تَمبوف (تَمبوف أوبلاست),و هده المدينة موجودة قرب نهر (تسنا) أو ما يسمى بمسبح نهر الفولغا، تبعد عن موسكو حوالي 480-500 كم، مساحة المدينة 90كم مربع، تعداد سكان المدينة وفق إحصائيات عام 2006 وصلت إلى 284.5 ألف نسمة، كثافتها السكانية- 3.16 نسمة/كم مربع.
تأسست هده المدينة في17/04/1636 ويعود اسمها حسب ظن وتخمين المؤرخين نسبة إلى تأسيس بناء محصّن(قلعة) على ضفاف نهر (ليبوفيتسا) مقابل لطرف قريةٍٍ موردوفيّةٍ, تدعى ضفة تونبوف، ويجاورها نهر تونبوف، وبالرغم من دلك أثبت وجود المدينة في مكان آخر، فقد حافظت على لقبها التاريخي الأول، وجزر هدا الاسم على الأغلب ماكشانية الأصل وكانت تسمى تونبو-أوموت
مساحته 34,539 كم². عدد السكان 1,155,346 (تعداد 2004)، وكان 1,320,000 عام 1989.

## التوقيت
نفس توقيف موسكو، أي (UTC + 4)
- المناخ: إن الشروط المناخية لهده المدينة تحدد وفق موقعها الجغرافي.
مناخها قارّي مستقر، يعكس صور فصول السنة الأربعة بشكل واضح.
درجة الحرارة الوسطى شتاءً سالب 10 ويعد أكثر الأشهر برودة شهر يناير,
أما صيفاً الدرجة الوسطى 20 درجة مئوية.
تتأرجح كمية هبوط الأمطار سنويا بين 350-700ملم، أغلبها حوالي 300 ملم وتهبط في الفصول الدافئة غالباً.
تقدر الفترة الدافئة في هده المدينة حوالي 154 يوم دافئ.
تسود في أرجاء تَمبوف رياح جنوبية، جنوبية غربية، وجزئياً شمالية غربية الإتجاه.
- التعليم العالي: يوجد في تَمبوف عدة جامعات وكليات أشهرها:
1-جامعة تَمبوف الحكومية Tambov state university وتسمى أيضاً جامعة ديرجافينا-نسبة لمؤسس هده الجامعة (ديرجافين)
2-جامعة تَمبوف التقنية التكنولوجية الحكومية (Tambov state technical university) تأسست عام 1958م، رئيس الجامعة سيرغي فلاديميروفيتش ميشينكو
الموقع: www.tstu.ru ،العنوان تَمبوف، شارع سوفيتسكايا 106, ص.ب 392000
و تعد هده الجامعة أهم الجامعات في تَمبوف.
إرشادات :
المعاهد والأكاديميات الموجودة في هده الجامعة:
- - معهد التعليم المنفصل (التعليم عن بعد)
- - معهد الإرشادات العلمية والابتكارات
- - تكنولوجيات
- - معهد الاقتصاد والتحكم بالمنتجات
- - أكاديمية التعليم الموازي
- الكليات الهندسية وغيرها:

هندسة معمارية-هندسة مدنية-هندسة معلوماتية-هندسة تكنلوجيا معلومات-هندسة كهربائية-هندسة إلكترونية-هندسة أتمتة-هندسة ميكانيك-هندسة كيميائية-هندسة معدات طبية....... والعلوم الأخرى مثل تجارة واقتصاد – كما توجد كلية للحقوق.
و أيضاً توجد كلية للأجانب، حيث يتم تعليم الأجانب للغة الروسية في سنة تحضيرية خاصة، وبعد إجراء امتحانات لغة، يقومو الطلاب بالتخصص المناسب.
كما يوجد عدة مساكن جامعية للطلاب بأسعار رمزية.
الطلاب الأجانب: عرب – صين - فيتنام –إ فريقيا –أفغانستان.............الخ.
3- كلية تَمبوف الحكومية للتربية الموسيقية أو (دارالمعلمين للموسيقا)
4- كلية تَمبوف لهندسة الطيران العسكري.
- الصناعة: توجد في تَمبوف عدة مصانع ومعامل أهمها:
1- معمل إصلاح المقطورات للسكك الحديدية
2- مصنع أوكتيابرOktiabr، أو ما يترجم بمصنع أوكتوبر نسبة لثورة أوكتوبر الروسية.
3-مصنع ريفترود
4-مصنع بوليميرماش Polimermash
5-مصنع للإطارات الشتوية-إطارات ضد الانزلاق
6-معمل التطبيقات والأجهزة الإلكترونية
7- مصنع كومسوموليتس Komsomolits
8-معمل التجهيزات التكنولوجية Factory of technical equiment
9- بيغ مينت تديرها الفرقة الصناعية كراتا ((Krata))
10- مصنع آرتي Arti
للأسف لم نتمكن من جمع المعلومات الكافية عن كل إنتاج المصانع، لأن أغلب المصانع في تَمبوف وروسيا تعد سرية من أسرار الحكومة.

## مدن وقرى تَمبوف أوبلاست
كيرسانوف،
كوتوفسك،
ميتشورينسك،
مورشانسك،
راسكازوفو،
تَمبوف،
أوفاروفو.

## صحة عامة
ظهرت بالمحافظة انفلونزا الطيور في 23 أكتوبر 2005.